# Rostkronad skogssångare
Rostkronad skogssångare (Basileuterus rufifrons) är en fågel i familjen skogssångare inom ordningen tättingar. Den förekommer i Centralamerika och i nordligaste Sydamerika.

## Kännetecken

### Utseende
Rostkronad skogssångare är en 13 cm lång skogssångare som har benägenheten att ofta resa den relativt långa stjärten och snärta med vingarna. Ovansidan är enfärgat olivbrun, undersidan gul på strupe och bröst. På huvudet syns rostbrunt på hjässa och kinder, vita ögonbryns– och strupesidesstreck samt en rätt kraftig mörk näbb. Kastanjekronad skogssångare, tidigare behandlad som en del av rostkronad skogssångfare, har gul buk istället för vit och är mer ljust kastanjebrun än rostfärgad på hjässan.

### Läten
Sången är en snabb serie med tjippande toner påminnande om rostkronad sparv. Lätet är ett hård "chik" som ofta hörs flera i följd.

## Utbredning och systematik
Rostkronad skogssångare delas numera vanligen in i fem underarter i två grupper:
- rufifrons-gruppen
  - Basileuterus rufifrons caudatus – förekommer i västra Sierra Madre Occidental i västra Mexiko (Sonora i Durango)
  - Basileuterus rufifrons dugesi – förekommer i bergen i västra och centrala Mexiko (södra Sinaloa till Guerrero och Oaxaca)
  - Basileuterus rufifrons jouyi – förekommer i Sierra Madre Oriental i östra Mexiko (Nuevo León till Veracruz)
  - Basileuterus rufifrons rufifrons – förekommer i bergen i södra Mexiko (Puebla till Oaxaca och Chiapas) till norra Guatemala
- Basileuterus rufifrons salvini – förekommer i södra Mexiko (södra Veracruz, Tabasco, Chiapas) till Belize och norra Guatemala

Fågeln påträffas tillfälligt i USA, där den även häckat. Tidigare inkluderades kastanjekronad skogssångare (B. delattrii) i rostkronad skogssångare, och vissa gör det fortfarande.

## Levnadssätt
Rostkronad skogssångare hittas i buskmarker, snåra raviner, öppet skogslandskap, ungskog, skogsbryn och kaffeplantage. Den födosöker lågt efter insekter och andra ryggradslösa djur, men tar även bär. I Centralamerika lägger fågeln ägg mellan april och juni.

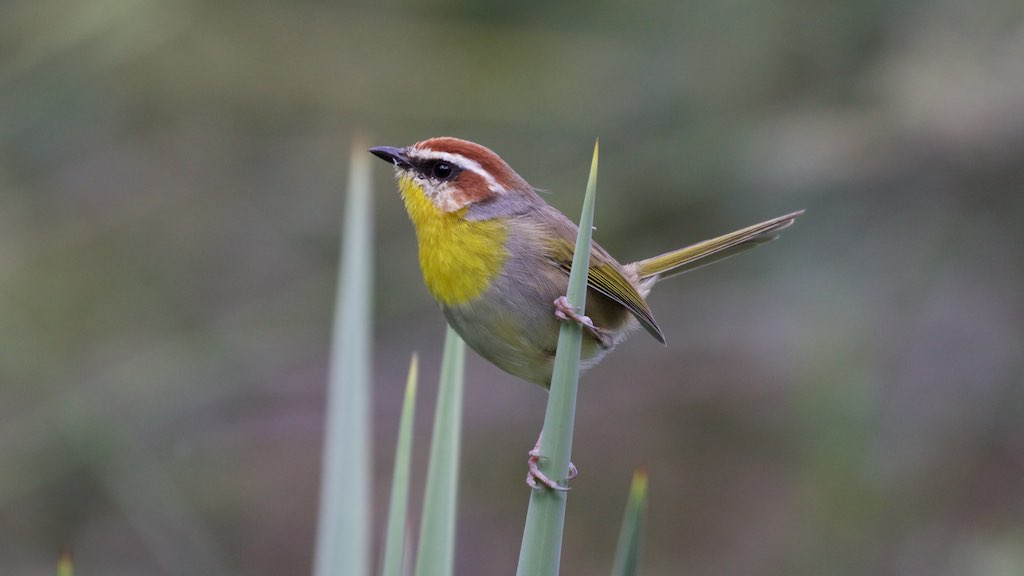

## Status och hot
Arten har ett stort utbredningsområde och en stor population, men tros minska i antal, dock inte tillräckligt kraftigt för att den ska betraktas som hotad. Internationella naturvårdsunionen IUCN listar därför arten som livskraftig (LC). Beståndet uppskattas till cirka två miljoner vuxna individer. IUCN inkluderar dock kastanjekronad skogssångare i bedömningen.